# Галица, Дивина
Дивина Мэри Гали́ца (англ. Divina Mary Galica, 13 августа 1944 года, Буши Хит, Хартфордшир) — британская горнолыжница и автогонщица, участница чемпионата мира Формулы-1.

## Биография

### Горнолыжная карьера
Трижды принимала участие в Олимпийских играх (1964, 1968, 1972) в составе горнолыжной сборной Великобритании, из них два раза в качестве капитана. Лучший результат — 7-е место в гиганстском слаломе в 1972 году. Некоторое время удерживала рекорд скорости в скоростном спуске (125 миль в час). В 1972 году за успехи в горнолыжном спорте удостоена звания члена ордена Британской империи.
В 1992 году снова участвовала в зимних Олимпийских играх в Альбервиле в спид-скиинге.

### Автогоночная карьера
В начале 1970-х годов Галица начала автогоночную карьеру, при поддержке управляющего директора автодрома Брэндс-Хэтч Джона Уэбба в сезоне 1976 года стартовала в чемпионате Shellsport International Series. В том же году приняла участие в Гран-при Великобритании чемпионата мира Формулы-1. В 1977 году участвовала во внезачётной «Гонке чемпионов» в Брэндс-Хэтче, где финишировала 12-й. В сезоне 1978 года дважды стартовала на этапах чемпионата мира Формулы-1, оба раза не прошла квалификацию.
В сезонах 1977—1980 годов эпизодически принимала участие в гонках Европейской Формулы-2 и чемпионата Shellsport F-Libre (Aurora F1), лучший результат — четыре 2-х места.
В сезоне 1990 года с двумя победами выиграла в своём классе британский чемпионат гонок на грузовиках. В 1999—2000 годах выступала в женском американском чемпионате IMSA Women's Global GT Series, одержала четыре победы, двукратная вице-чемпионка.
По окончании гоночной карьеры была вице-президентом компании «Скип Барбер Рэйсинг», занимающейся обучением молодых гонщиков и проведением гоночных соревнований.

## Интересные факты
Номер 13, под которым Галица была заявлена в Гран-при Великобритании 1976 года, по традиции не использовался в Формуле-1. До Дивины он лишь раз появлялся в заявке: на Гран-при Мексики 1963 года под ним выступил Моисес Солана. В 2014 году 13 в качестве своего личного номера выбрал Пастор Мальдонадо.

## Результаты гонок в Формуле-1
| Легенда к таблице |                                                                    |
| --- | ------------------------------------------------------------------ |
| В таблице перечислены результаты всех Гран-при Формулы-1, в которых принимал участие гонщик. Строками таблицы являются сезоны, столбцами — этапы чемпионата мира. В каждой клетке указаны сокращённое название этапа и результат, дополнительно обозначенный цветом. Расшифровка обозначений и цветов представлена в нижеследующей таблице. |                                                                    |
| \| Пример \| Описание \| \| ------------ \| ------------------------------------------------------------------ \| \| 1 \| Победитель \| \| 2 \| Второе место \| \| 3 \| Третье место \| \| 5 \| Финишировал, заработав очки \| \| Сход \| Не финишировал, но при этом заработал очки \| \| 12 \| Финишировал, не получив очков \| \| НКЛ \| Финишировал, но не попал в финальную классификацию \| \| 15 \| Участвовал вне зачёта, либо по отдельной классификации \| \| 18 \| Не финишировал, но попал в финальную классификацию \| \| Сход \| Не финишировал \| \| НКВ \| Не прошёл квалификацию \| \| НПКВ \| Не прошёл предквалификацию \| \| ДСК \| Дисквалифицирован \| \| ИСК \| Исключён из протокола соревнований \| \| ТТ \| Заявлен для участия только в тренировках \| \| НС \| Участвовал в квалификации, но не стартовал в гонке \| \| Т \| Травмирован или болен \| \| ОТК \| Отказ от участия \| \| НТР \| Прибыл на соревнования, но на трассу не выезжал \| \| НПР \| Был заявлен в числе участников, но не прибыл к началу соревнований \| \| О \| Соревнования отменены \| \| \| Не участвовал \| \| Поул-позиция \| \| \| Быстрый круг \| \| |                                                                    |
| Пример | Описание                                                           |
| 1 | Победитель                                                         |
| 2 | Второе место                                                       |
| 3 | Третье место                                                       |
| 5 | Финишировал, заработав очки                                        |
| Сход | Не финишировал, но при этом заработал очки                         |
| 12 | Финишировал, не получив очков                                      |
| НКЛ | Финишировал, но не попал в финальную классификацию                 |
| 15 | Участвовал вне зачёта, либо по отдельной классификации             |
| 18 | Не финишировал, но попал в финальную классификацию                 |
| Сход | Не финишировал                                                     |
| НКВ | Не прошёл квалификацию                                             |
| НПКВ | Не прошёл предквалификацию                                         |
| ДСК | Дисквалифицирован                                                  |
| ИСК | Исключён из протокола соревнований                                 |
| ТТ | Заявлен для участия только в тренировках                           |
| НС | Участвовал в квалификации, но не стартовал в гонке                 |
| Т | Травмирован или болен                                              |
| ОТК | Отказ от участия                                                   |
| НТР | Прибыл на соревнования, но на трассу не выезжал                    |
| НПР | Был заявлен в числе участников, но не прибыл к началу соревнований |
| О | Соревнования отменены                                              |
| | Не участвовал                                                      |
| Поул-позиция |                                                                    |
| Быстрый круг |                                                                    |

| Сезон | Команда            | Шасси        | Двигатель | Ш | 1       | 2       | 3   | 4   | 5   | 6   | 7   | 8   | 9       | 10  | 11  | 12  | 13  | 14  | 15  | 16  | Место | Очки |
| ----- | ------------------ | ------------ | --------- | - | ------- | ------- | --- | --- | --- | --- | --- | --- | ------- | --- | --- | --- | --- | --- | --- | --- | ----- | ---- |
| 1976  | Shellsport-Whiting | Surtees TS16 | Cosworth  | G | БРА     | ЮАР     | СШЗ | ИСП | БЕЛ | МОН | ШВЕ | ФРА | ВЕЛ НКВ | ГЕР | АВТ | НИД | ИТА | КАН | США | ЯПО | —     | 0    |
| 1978  | Hesketh            | Hesketh 308E | Cosworth  | G | АРГ НКВ | БРА НКВ | ЮАР | СШЗ | МОН | БЕЛ | ИСП | ШВЕ | ФРА     | ВЕЛ | ГЕР | АВТ | НИД | ИТА | США | КАН | —     | 0    |